# Getingfabriken
Getingfabriken (engelska: The Wasp Factory) är en roman av den brittiske författaren Iain Banks. Den gavs ut på originalspråk 1984, samt i svensk översättning av Roland Adlerberth på Bonniers förlag 1985. Den väckte starka reaktioner när den gavs ut, både positiva och negativa.

## Handling
| ”                                   | Möt Frank Cauldhame. Blott sexton år gammal, och - det minsta man kan säga - ovanlig: Två år efter att jag dödade Blyth mördade jag min lillebror Paul, av andra och mer grundläggande anledningar än vid mordet på Blyth, och ett år efter att jag gjorde det gav jag mig på min unga kusin Esmeralda, mer eller mindre på infall. Det är så långt jag kommit till nu. Tre. Jag har inte mördat någon på länge, och avser inte att någonsin göra det igen. Det var bara en fas jag gick igenom. | „ |
| – Baksidestext till engelsk utgåva. | |   |

Getingfabriken berättas i förstapersonsperspektiv av Frank Cauldhame, som bor i ett hus på en ö i Skottland tillsammans med sin far. Brodern, Eric Cauldhame, har precis flytt från ett mentalsjukhus där han vistas efter att påträffats med att bränna hundar till döds i närområdet. Eric var släktens framtidshopp, men blev manisk efter att ha sett larver parasitera på ett spädbarns hjärna. Frank konstaterade att det nog berodde på att Eric var för feminin.
Frank finns inte registrerad i några register, och undervisas hemma av fadern. Av olika anledningar har han mördat sin kusin Blyth (genom att placera en giftig orm i hans protes), sin lillebror Paul (genom att spränga honom i luften) och sin kusin Esmerelda (genom att låta henne flyga iväg fastbunden i en gigantisk drake). Ingen vet om att det är han som har begått brotten, men Erics och Franks besynnerliga beteende har fått folk på orten att dra sig undan från dem. Franks enda vän är dvärgen Jamie.
Franks fader har ett sätt att ständigt vrida och vända på sanningen, emellanåt ljuga och emellanåt tala sanning. Frank kan därför aldrig helt lita på sin fader. Fadern har alltid bedyrat att Frank kastrerades genom att bitas i testiklarna av hunden Old Saul när han var liten. När Eric närmar sig huset ställs dock saker på sin spets. Fadern dricker för första gången på mycket länge, och när han blivit full passar Frank på att ta sig in till faderns kontor, som alltid hållits låst. Där påfinner han plastkulor som liknar testiklar i en behållare, samt tamponger och hormoner i en byrålåda. Han förstår att han egentligen inte är en kille, utan en tjej som omedvetet fått i sig hormoner hela livet.